# Christoph Nunatak
Christoph Nunatak är en nunatak i Antarktis. Den ligger i Västantarktis. Argentina, Chile och Storbritannien gör anspråk på området. Toppen på Christoph Nunatak är 1 300 meter över havet.
Terrängen runt Christoph Nunatak är huvudsakligen lite kuperad. Trakten är obefolkad. Det finns inga samhällen i närheten. 